# Макговерн, Джеймс
Джеймс Патрик «Джим» Макговерн — James Patrick «Jim» McGovern (20 ноября 1959, Вустер, Массачусетс) — американский политик и политолог, конгрессмен от штата Массачусетс (с 1997), Сопредседатель Комиссии Конгресса США по правам человека, член Демократической партии.
Конфессиональная принадлежность — римско-католическая церковь.
Фокус политических интересов: международные отношения и права человека. По политическим взглядам относит себя к либералам.
Является одним из инициаторов расследования причин и обстоятельств смерти российского юриста Сергея Магнитского и применения санкций к российским чиновникам, препятствующим, по его мнению, такому расследованию.

## Дело Магнитского
- 26 апреля 2010 вместе с сенатором США Бэном Кардиным обратился с заявлением к госсекретарю США Хиллари Клинтон по поводу дела Магнитского и приложил список имен российских чиновников, причастных к делу[4].
- 19 апреля 2011 Джеймс Макговерн внес на рассмотрение Конгресса законопроект «Правосудие для Сергея Магнитского. Акт 2011 года», предусматривающий введение визовых ограничений и финансовых санкций в отношении ряда российских официальных лиц, связанных с делом Сергея Магнитского.

Законопроект является доработкой предложений Конгрессу, поданных в конце 2010 года в конце прошлого года. Он содержит ряд поправок, в том числе расширение списка российских чиновников по делу Магнитского, подпадающих под действие визовых и экономических санкций. В нём содержится предложение о запрете на въезд в США, а также об аресте зарубежных активов персон, которых конгрессмен считает ответственными за смерть российского юриста.
Согласно расширенной версии законопроекта, в список санкций будут дополнительно включены те чиновники, которые способствовали освобождению от ответственности своих коллег, причастных к незаконному аресту и гибели Магнитского. В частности, это глава Следственного комитета Александр Бастрыкин, председатель Мосгорсуда Ольга Егорова, руководитель пресс-службы следственного департамента МВД Ирина Дудукина и др.
В аннотации к проекту закона, представленного Дж. Макговерном, говорится: закон должен действовать до тех пор, пока 

…Российская Федерация не проведет тщательное расследование смерти Сергея Леонидовича Магнитского и не приведет российскую систему правосудия в соответствие с международными правовыми стандартами
.

## Награды
- Медаль Мхитара Гоша (16 декабря 2021 года, Армения) — по случаю 30-летия установления дипломатических отношений между Республикой Армения и Соединёнными Штатами Америки, за значительный вклад в укрепление и развитие армяно-американских дружественных отношений и защиту общечеловеческих ценностей[6].

## См.также
- Закон Магнитского